# Alcyonium confertum
Alcyonium confertum är en korallart som beskrevs av David R. Boone 1938. Alcyonium confertum ingår i släktet Alcyonium och familjen läderkoraller. Inga underarter finns listade i Catalogue of Life.